# Αシート

αシート構造中の水素結合のパターン。酸素原子は赤で、窒素原子は青で、水素結合は点線で示してある。Rはアミノ酸の側鎖である。

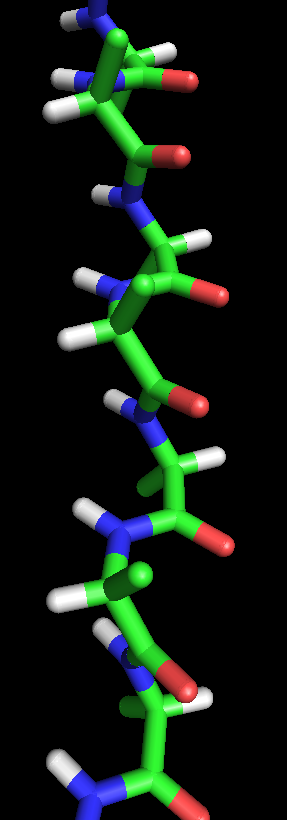
αシート構造中のペプチド鎖のスティック表示。

αシートとは、1951年にライナス・ポーリングとロバート・コリーによって考案された、仮想上のタンパク質の二次構造である。αシートの水素結合のパターンはβシートと類似するが、ペプチド結合のカルボニル基とアミノ基の配向が異なっており、カルボニル基はシートと順方向、アミノ基はシートと逆方向を向いている。そのためαシートは元々電荷を持っていて、カルボニル基の向いている方がマイナス、アミノ基の向いている方がプラスに帯電している。またαヘリックスやβシートなどと異なり、立体配置的にどのアミノ酸でも取れるわけではない。また天然のタンパク質構造中には滅多に見られないが、分子動力学法のシミュレーションによると、アミロイドへの移行の際の中間体となったり、人工設計されたペプチド中で見られたりする。

## 実験的な証拠
ポーリングとコリーがαシートを最初に提唱した時、彼らはこれがβケラチン繊維の繊維回折の結果を良く説明できるとした。しかしこれはエネルギー的に不安定で、後にβケラチンはβシートであることが判明した。現在では、X線回折や核磁気共鳴分光法によって天然タンパク質の中にαシート構造は発見されているが、αシートが広がった構造はまだ見つかっていない。αシート様の水素結合のパターンはシナプトタグミンやリゾチーム、カリウムイオンチャネルなどに存在し、そこではαシートがイオン伝達の極となっている。
また、特にL体とD体をともに含む人工の短いタンパク質の結晶構造中にαシート構造が含まれている。このようなポリペプチドの中で最初にαシート構造が発見されたのはBoc–AlaL–a-IleD–IleL–OMeというキャップのついた構造だった。さらにキャップのついたジフェニルグリシンを含むジペプチド、トリペプチドでもαシート構造が推定されている。

## アミロイド生成での役割
αシートは、アミロイドーシス、ポリグルタミンやトランスチレチンのリピートなど様々なタンパク質のミスフォールディング病の中間体となっていると考えられている。例えば、アミロイドβはアルツハイマー病の患者の脳のアミロイドの主要成分となっており、ポリグルタミンリピートはハンチントン病の患者のHuntingtinタンパク質に蓄積される。これらの変異タンパク質はランダムコイルやαヘリックスの構造を持ったタンパク質がβシートに構造変化したものであるが、水素結合とのずれの角度から、これらはαシートを中間体としていると考えられている。
Xuらは、原子間力顕微鏡を使った研究で、アミロイドの形成はまずタンパク質が直径20nm以下のコロイド球状に集結し、それが直鎖状になってついにはアミロイドになるということを示した。直鎖の形成は、クーロン斥力に打ち勝つような電気双極子がコロイド球の中に生成し、それが原動力となって進行すると考えられている。このことは、コロイド球の中にαシート構造があることを示唆している。
リゾチームが天然でαシート構造を持つ数少ないタンパク質であることはよく知られている。ニワトリとヒトのリゾチームのαシートはアミロイドーシスを起こす変異の近くに位置している。変異タンパク質の分子動力学シミュレーションによっても、この変異の近くはαシート構造を取ることが示された。リゾチームは実験環境下で自然にアミロイド繊維化するタンパク質として知られ、天然のαシート領域も変異領域もリゾチームアミロイドの核となっている。
αシート構造とβシート構造が直接移り変わる機構も提唱され、トランスチレチンを用いたシミュレーションで確認されている。